# Агрипа Менений Ланат (консул 439 пр.н.е.)
Вижте пояснителната страница за други личности с името Агрипа.
Агрипа Менений Ланат (на латински: Menenius Lanatus) e политик на ранната Римска република през 5 век пр.н.е.

## Произход
Произлиза от патрицианската фамилия Менении, клон Ланат. Син е на Луций Менений Агрипа Ланат (консул 440 пр.н.е.), внук на Тит Менений Агрипа Ланат (консул 477 пр.н.е.) и племенник на Тит Менений Агрипа Ланат (консул 452 пр.н.е.).

## Политическа кариера
Агрипа Менений Ланат е консул през 439 пр.н.е. и консулски военен трибун през 419 и 417 пр.н.е.
През 439 пр.н.е. той е консул с Тит Квинкций Капитолин Барбат. Тогава (440/439 пр.н.е.) в Рим е голяма гладна катастрофа и богатият плебей Спурий Мелий продава на ниски цени своите зърнени храни на населението и се стреми да стане консул, дори цар. Тогавашният префект на Рим Луций Минуций дава Спурий Мелий под съд.
През 419 пр.н.е. той е консулски военен трибун с Публий Лукреций Триципитин, Спурий Навций Руцил и вероятно с Гай Сервилий Аксила. През 417 пр.н.е. е отново консулски военен трибун с Публий Лукреций Триципитин, Спурий Руцилий Крас и Луций Сервилий Структ или Гай Сервилий Аксила.